# Trzmiel naddunajski
Trzmiel naddunajski (Bombus laesus mocsaryi) – podgatunek trzmiela stepowego.

## Systematyka[1]
Trzmiel naddunajski dawniej był uważany za odrębny gatunek, Bombus mocsaryi podobnie jak B. laesus, B. maculidorsis i B. ferrugifer. Obecnie wszystkie te taksony zalicza się do gatunku Bombus laesus, jako podgatunki B. l. laesus (obejmujące dawne taksony laesus i ferrugifer) oraz B. l. mocsaryi (dawne maculidorsis i mocsaryi). 